# Łukasz Banasiak
Łukasz Banasiak est un botaniste polonais spécialiste de la famille des Apiacées. Il travaille au Département de phylogénétique et d'évolution moléculaires, Institut de botanique, Faculté de biologie, Centre de recherche biologique et chimique de l'Université de Varsovie.

## Publications

### Articles
- (en) Jakub Baczyński, Aleksandra Miłobędzka et Łukasz Banasiak, « Morphology of pollen in Apiales (Asterids, Eudicots) », Phytotaxa, vol. 478, no 1,‎ 5 janvier 2021, p. 1–32 (ISSN 1179-3163 et 1179-3155, DOI 10.11646/phytotaxa.478.1.1, lire en ligne, consulté le 4 mars 2021)
- (pl) Łukasz Banasiak, Łukasz Krakowczyk, Rafał Pokrowiecki et Maciej Borowiec, « Reanimacja nerwu twarzowego jako jeden z elementów wieloetapowego leczenia rekonstrukcyjnego deformacji żuchwowo-twarzowej u pacjentów z połowicznym niedorozwojem twarzy – opis przypadku », Chirurgia Plastyczna i Oparzenia / Plastic Surgery & Burns, vol. 7, no 4,‎ décembre 2019, p. 197–201 (DOI 10.15374/ChPiO2019016, lire en ligne, consulté le 4 mars 2021)
- (en) Kamil E. Frankiewicz, Alexei Oskolski, Łukasz Banasiak et Francisco Fernandes, « Parallel evolution of arborescent carrots (Daucus) in Macaronesia », American Journal of Botany, vol. 107, no 3,‎ mars 2020, p. 394–412 (ISSN 0002-9122 et 1537-2197, PMID 32147817, PMCID PMC7155066, DOI 10.1002/ajb2.1444, lire en ligne, consulté le 4 mars 2021)
- (en) Aneta Wojewódzka, Jakub Baczyński, Łukasz Banasiak et Stephen R. Downie, « Evolutionary shifts in fruit dispersal syndromes in Apiaceae tribe Scandiceae », Plant Systematics and Evolution, vol. 305, no 5,‎ mai 2019, p. 401–414 (ISSN 0378-2697 et 2199-6881, DOI 10.1007/s00606-019-01579-1, lire en ligne, consulté le 4 mars 2021)
- (en) Łukasz Banasiak, Aneta Wojewódzka, Jakub Baczyński et Jean-Pierre Reduron, « Phylogeny of Apiaceae subtribe Daucinae and the taxonomic delineation of its genera », TAXON, vol. 65, no 3,‎ 2016, p. 563–585 (ISSN 1996-8175, DOI 10.12705/653.8, lire en ligne, consulté le 4 mars 2021)
- (en) Łukasz Banasiak, Marcin Piwczyński, Tomasz Uliński et Stephen R. Downie, « Dispersal patterns in space and time: a case study of Apiaceae subfamily Apioideae », Journal of Biogeography, vol. 40, no 7,‎ 2013, p. 1324–1335 (ISSN 1365-2699, DOI 10.1111/jbi.12071, lire en ligne, consulté le 4 mars 2021)
- (en) Krzysztof Spalik, Łukasz Banasiak, Mary Ann E. Feist et Stephen R. Downie, « Recurrent short-distance dispersal explains wide distributions of hydrophytic umbellifers (Apiaceae tribe Oenantheae) », Journal of Biogeography, vol. 41, no 8,‎ 2014, p. 1559–1571 (ISSN 1365-2699, DOI 10.1111/jbi.12300, lire en ligne, consulté le 4 mars 2021)
- (en) Mehrnoush Panahi, Łukasz Banasiak, Marcin Piwczyński et Radosław Puchałka, « Phylogenetic relationships among Dorema, Ferula and Leutea (Apiaceae: Scandiceae: Ferulinae) inferred from nrDNA ITS and cpDNA noncoding sequences », TAXON, vol. 64, no 4,‎ 2015, p. 770–783 (ISSN 1996-8175, DOI 10.12705/644.8, lire en ligne, consulté le 4 mars 2021)

### Taxons
Łukasz Banasiak a co-décrit 22 taxons de plantes différents, tous dans la famille des Apiacées. Il les publie sous son abréviation d'auteur en botanique Banasiak.
- Daucus sect. Agrocharis (Hochst.) Spalik, Banasiak & Reduron, Taxon 65(3): 578 (2016).
- Daucus sect. Melanoselinum (Hoffm.) Spalik, Wojew., Banasiak & Reduron, Taxon 65(3): 578 (2016).
- Daucus annuus (Bég.) Wojew., Reduron, Banasiak & Spalik, Taxon 65(3): 578 (2016).
- Daucus decipiens (Schrad. & J.C.Wendl.) Spalik, Wojew., Banasiak & Reduron, Taxon 65(3): 578 (2016).
- Daucus della-cellae (Asch. & Barbey ex E.A.Durand & Barratte) Spalik, Banasiak & Reduron, Taxon 65(3): 578 (2016).
- Daucus edulis (Lowe) Wojew., Reduron, Banasiak & Spalik, Taxon 65(3): 578 (2016).
- Daucus elegans (Webb ex Bolle) Spalik, Banasiak & Reduron, Taxon 65(3): 578 (2016).
- Daucus incognitus (C.Norman) Spalik, Reduron & Banasiak, Taxon 65(3): 578 (2016).
- Daucus insularis (Parl.) Spalik, Wojew., Banasiak & Reduron, Taxon 65(3): 578 (2016).
- Daucus melananthus (Hochst.) Reduron, Spalik & Banasiak, Taxon 65(3): 578 (2016).
- Daucus mirabilis (Maire & Pamp.) Reduron, Banasiak & Spalik, Taxon 65(3): 578 (2016).
- Daucus pedunculatus (Baker f.) Banasiak, Spalik & Reduron, Taxon 65(3): 578 (2016).
- Daucus tenuissimus (A.Chev.) Spalik, Wojew., Banasiak & Reduron, Taxon 65(3): 578 (2016).
- Ekimia glauca (Post) Banasiak, Baczyński & Spalik, Taxon 65(3): 579 (2016).
- Ekimia petrophila (Boiss. & Heldr.) Baczyński, Banasiak & Spalik, Taxon 65(3): 579 (2016).
- Ferula sect. Pachycarpa (Korovin) Banasiak, M.Panahi & Spalik, Bot. J. Linn. Soc. 188(2): 186 (2018).
- Laser panjutinii (Manden. & Schischk.) Banasiak, Wojew. & Spalik, Taxon 65(3): 579 (2016).
- Silphiodaucus (Koso-Pol.) Spalik, Wojew., Banasiak, Piwczyński & Reduron, Taxon 65(3): 578 (2016).
- Silphiodaucus hispidus (M.Bieb.) Spalik, Wojew., Banasiak, Piwczyński & Reduron, Taxon 65(3): 579 (2016).
- Silphiodaucus prutenicus (L.) Spalik, Wojew., Banasiak, Piwczyński & Reduron, Taxon 65(3): 579 (2016).
- Thapsia eliasii (Sennen & Pau) Wojew., Banasiak, Reduron & Spalik, Taxon 65(3): 579 (2016).
- Thapsia nestleri (Soy.-Will.) Wojew., Banasiak, Reduron & Spalik, Taxon 65(3): 579 (2016).